# 55815 Melindakim
55815 Melindakim este un asteroid din centura principală de asteroizi.

## Descriere
55815 Melindakim este un asteroid din centura principală de asteroizi. A fost descoperit pe 31 decembrie 1994 la Siding Spring de Duncan I. Steel. Asteroidul prezintă o orbită caracterizată de o semiaxă mare de 2,38 ua, o excentricitate de 0,23 și o înclinație de 24,7° în raport cu ecliptica.